# Liste des distinctions de Winston Churchill

Armoiries de Winston Churchill, en qualité de chevalier de la Jarretière

Winston Churchill reçut de nombreux honneurs et prix tout au long de sa carrière d'homme d'État et d'écrivain.
L'un d'eux, peut-être le plus important, fut les funérailles d'État, à la cathédrale Saint-Paul de Londres, après que son corps eut été exposé trois jours, à Westminster Hall, un signe d'honneur rarement accordé à une personne autre qu'un monarque ou un prince consort. Les funérailles ont également vu l'un des plus importants rassemblements d'hommes d'État dans le monde jusqu'aux funérailles du pape Jean-Paul II en 2005. La reine Élisabeth II assista personnellement à ses funérailles, fait inhabituel et marque d’un grand honneur.
Un autre honneur que la reine Élisabeth II rendit à Churchill fut d'accepter son invitation à dîner au 10 Downing Street – fait sans précédent – peu avant que Churchill ne quitte la vie publique.
Au cours de sa vie, Churchill a également accumulé d'autres honneurs et distinctions. Il a reçu 37 autres ordres et médailles entre 1885 et 1963. Sur les ordres, décorations et médailles que Churchill reçus, 20 ont été attribués par la Grande-Bretagne, trois par la France, deux par la Belgique, le Danemark, le Luxembourg et l'Espagne, et une par l'Égypte, la Libye, le Népal, les Pays-Bas, la Norvège et les États-Unis. Dix l'ont été lors de service actif à titre d'officier de l'armée à Cuba, en Inde, en Égypte, en Afrique du Sud, en Grande-Bretagne, en France et en Belgique. Le plus grand nombre de récompenses ont été décernées en reconnaissance de son service en tant que ministre du gouvernement britannique.
Une liste complète de ses récompenses est contenue dans le livre The Orders, Decorations and Medals of Sir Winston Churchill par Douglas Russell.

## Citoyen d'honneur

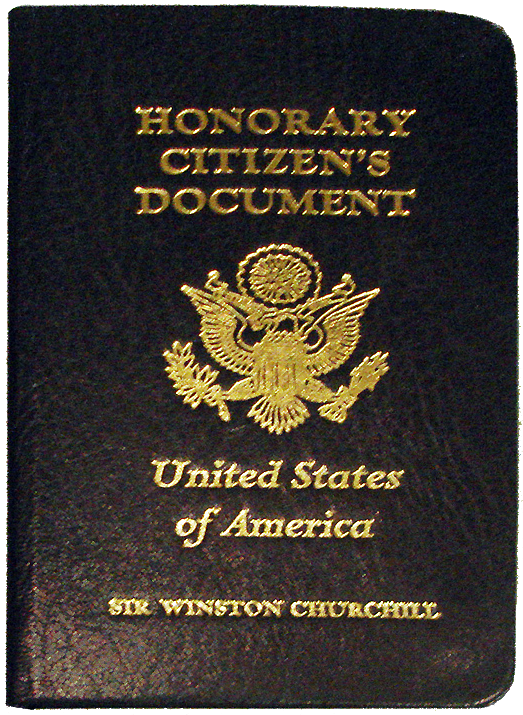
Passeport de citoyen honoraire des États-Unis de Churchill.

En 1963, le président américain John F. Kennedy proclame Churchill citoyen d'honneur des États-Unis d'Amérique en vertu de l'autorisation accordée par une loi du Congrès. Churchill étant physiquement incapable d'assister à la cérémonie de la Maison-Blanche à cette époque, son fils et petit-fils acceptent le prix en son nom.

## Proposition d'un duché
Selon les usages britanniques, les anciens premiers ministres se voient conférer le titre de comte. En 1955, la reine Élisabeth II offrit à Churchill le titre de duc de Londres, ce qui constituait un honneur tout particulier. Mais, après avoir réfléchi, Churchill déclina cette offre pour ne pas nuire à la carrière politique de son fils Randolph qui siégeait à la Chambre des communes. De fait, Randolph aurait hérité du titre à la mort de son père et aurait dû quitter la Chambre.

## Prix Nobel
Churchill est l'unique premier ministre britannique à recevoir le prix Nobel. Il le gagne dans le domaine de la littérature en 1953.

## Autres distinctions
- 1943 : doctorat honoris causa de l'université Harvard[8]

### Décorations étrangères
- Grand cordon de l'ordre de Léopold Ier (Belgique).
- Croix de guerre 1940-1945 (Belgique).
- Chevalier de l’ordre de l'Éléphant (Danemark).
- Médaille de la Liberté (Danemark).
- Grand-cordon de l'ordre de Mohamed Ali (Royaume d'Égypte).

- Grand-croix du Mérite militaire (Espagne).
- Première classe de l'ordre de la Libération d'Estonie.
- Army Distinguished Service Medal (États-Unis).
- Grand-croix de la Légion d'honneur (France).
- Compagnon de la Libération par décret du 18 juin 1958 (France).
- Croix de guerre 1939-1945 (France).
- Médaille militaire (France).
- Grand-croix de l'ordre de la Couronne de chêne (Luxembourg).
- Médaille militaire de Luxembourg.
- Membre de 1re classe de l'ordre de l’Étoile du Népal.
- Chevalier grand-croix de l'ordre du Lion néerlandais (Pays-Bas).
- Grand-croix de l'ordre de Saint-Olaf (Norvège).
- Collier de l'ordre du Lion blanc (Tchécoslovaquie).

## Objets

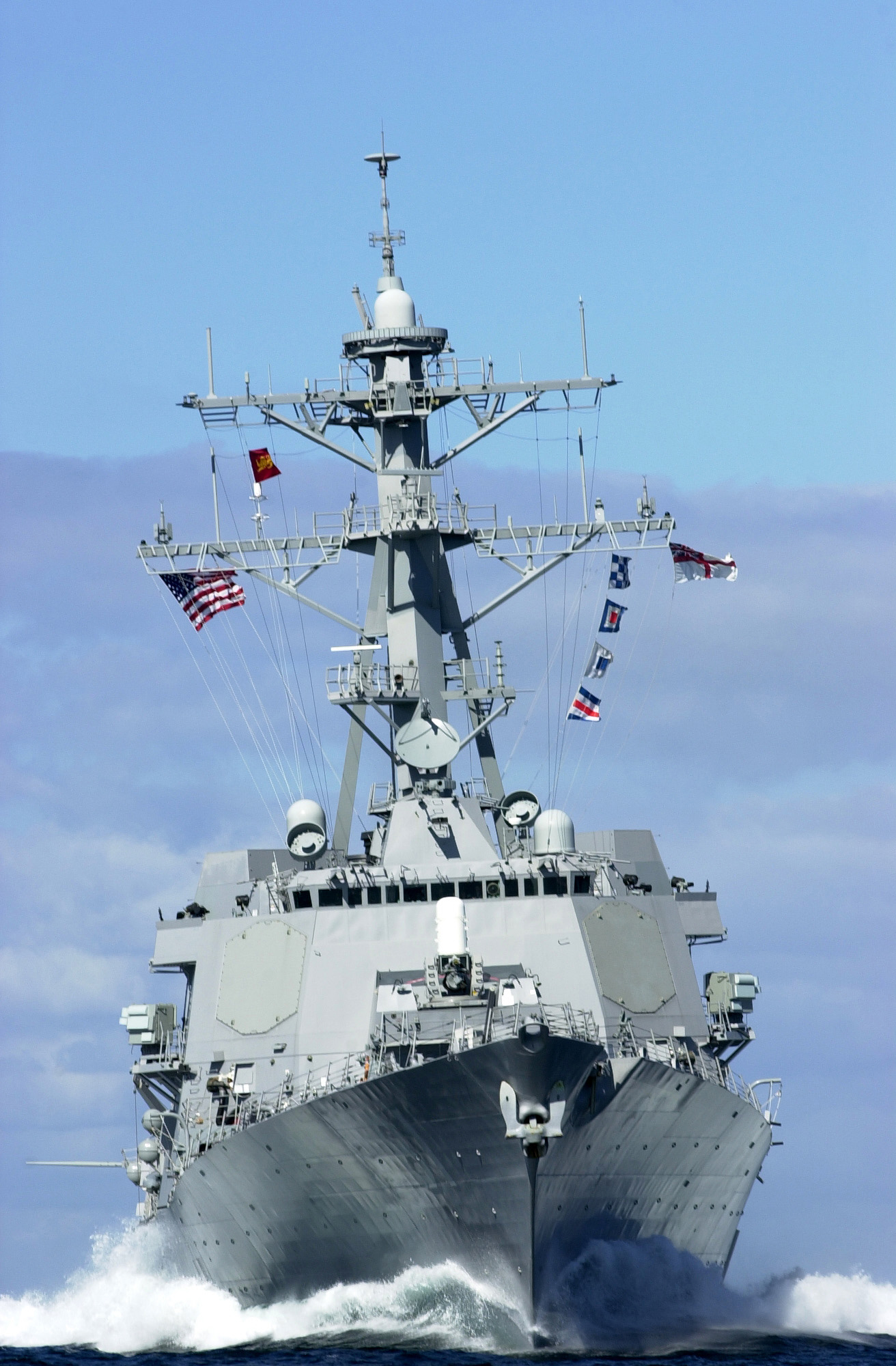
USS Winston S. Churchill

Deux navires de la Royal Navy ont porté le nom de HMS Churchill.

## Rues et avenues en son honneur
- Avenue Winston-Churchill à Paris

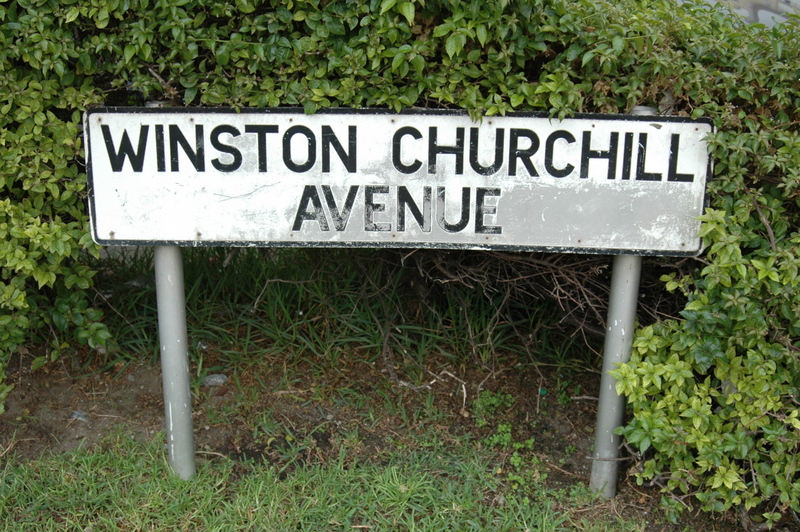
Plaque sur Winston Churchill Avenue, Gibraltar

- Avenue Winston Churchill à Uccle (Bruxelles)
- Churchill Way à Basingstoke
- Churchill Way à Salford
- Rue Winston Churchill à Compiègne
- Rue Winston Churchill à Vannes
- Winston Churchill Avenue à Gibraltar, seule route connectant le territoire avec l'Espagne
- Winston Churchill Avenue à Portsmouth

## Bâtiments et statues en son honneur
- statue à Parliament Square à Londres
- statue à Woodford à Londres
- statue dans le Guildhall à Londres
- statues de lui et de sa femme Clementine à Chartwell
- statue près du Petit Palais à Paris
- statue près de la bibliothèque centrale à Halifax (Nouvelle-Écosse)
- statue près de l'hôtel de ville de Toronto
- statue hors l'ambassade du Royaume-Uni à Washington
- statue au rond-point de l'avenue Winston Churchill à Uccle (Bruxelles)

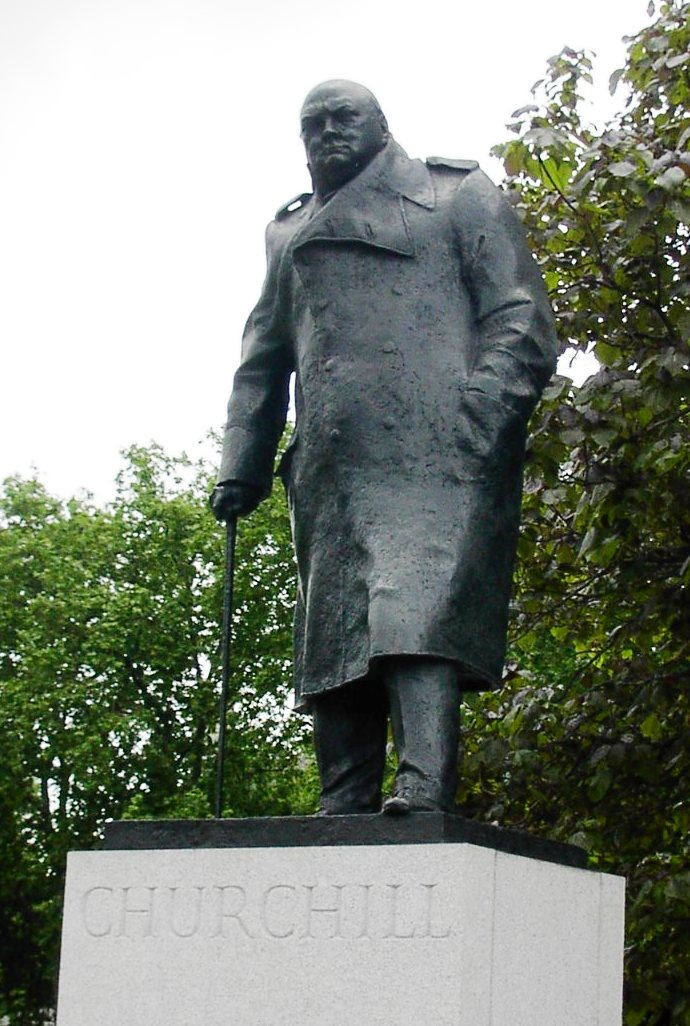
Statue à Parliament Square
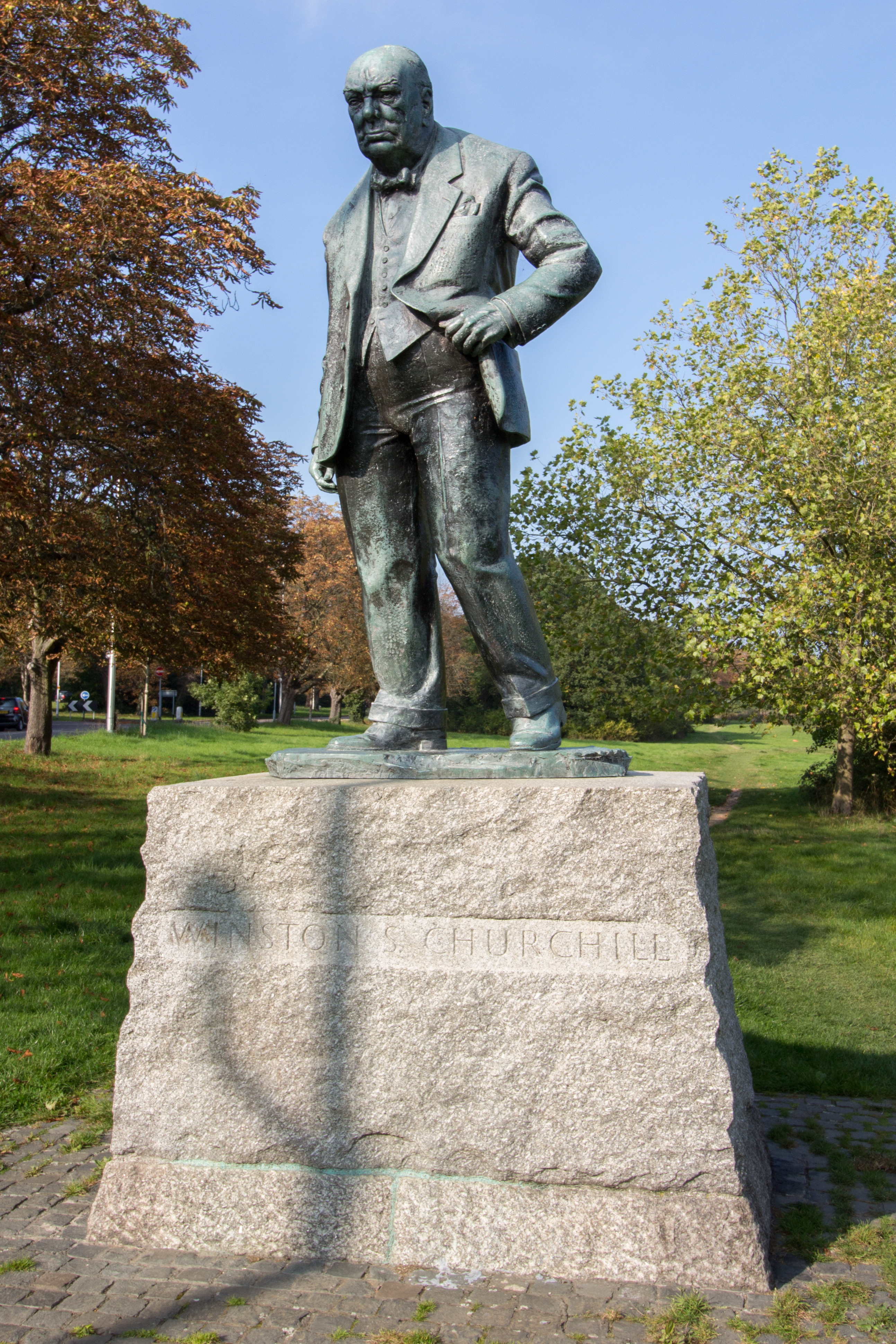
Statue à Woodford
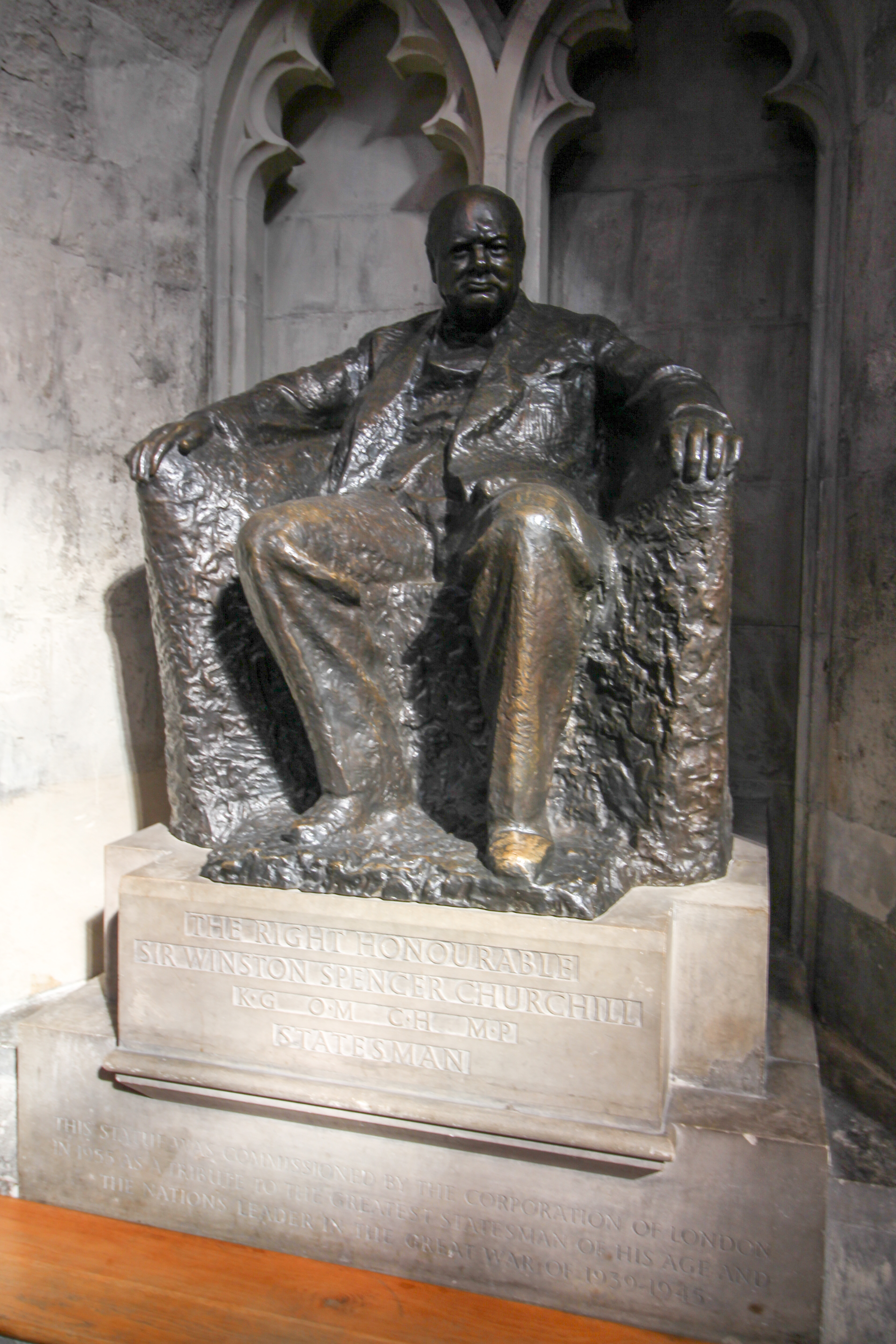
Statue dans le Guildhall
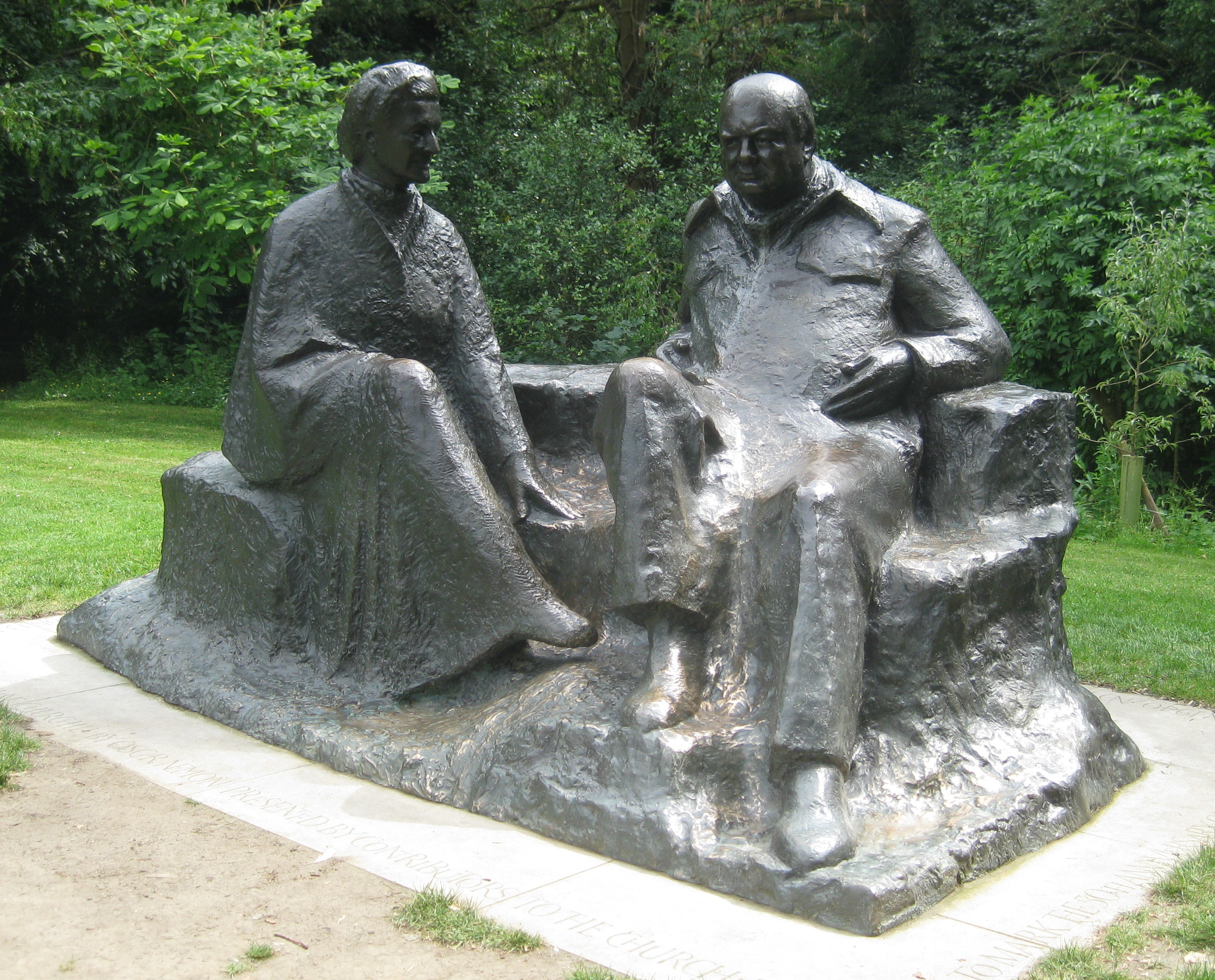
Statues à Chartwell
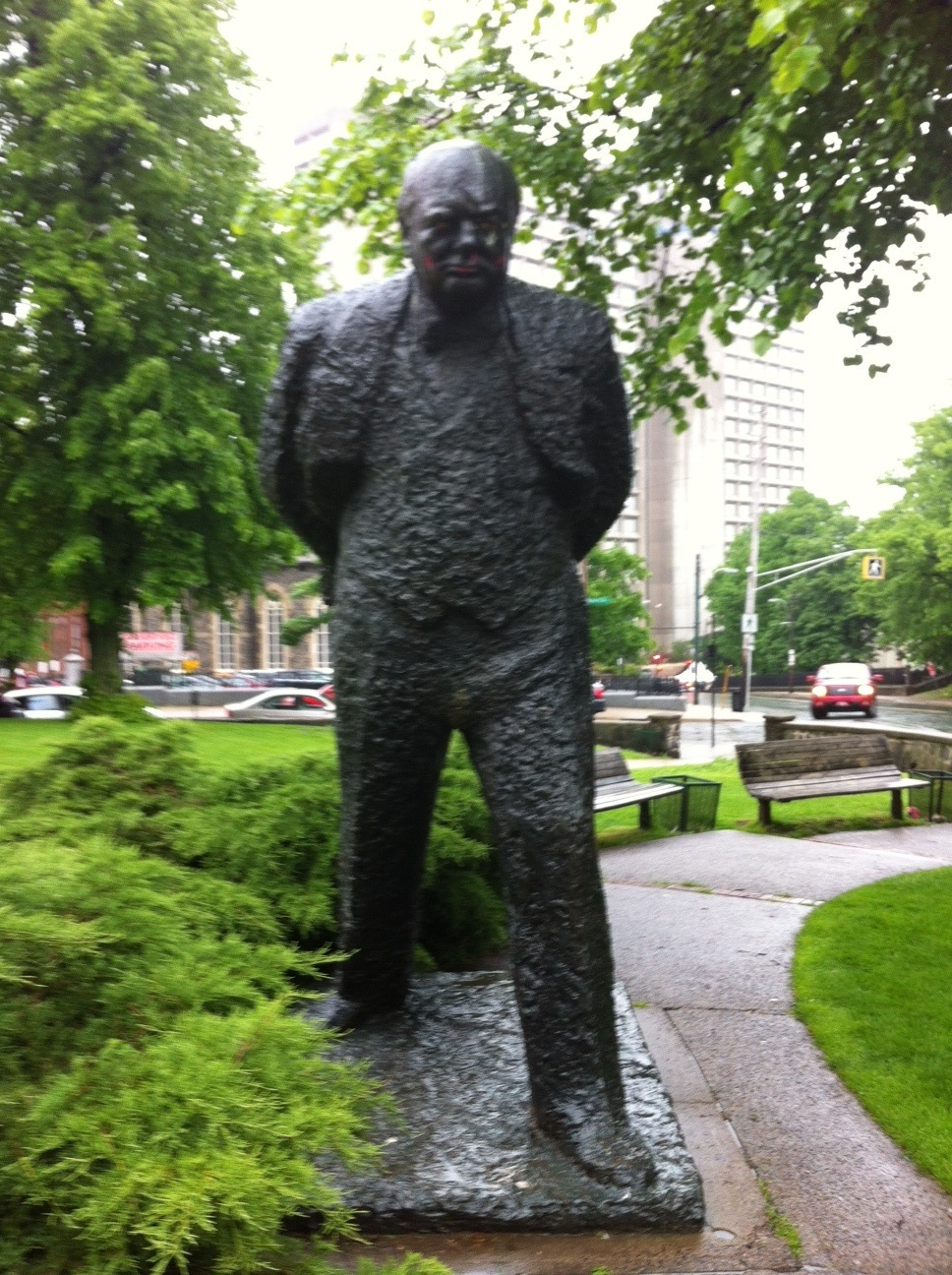
Statue à Halifax
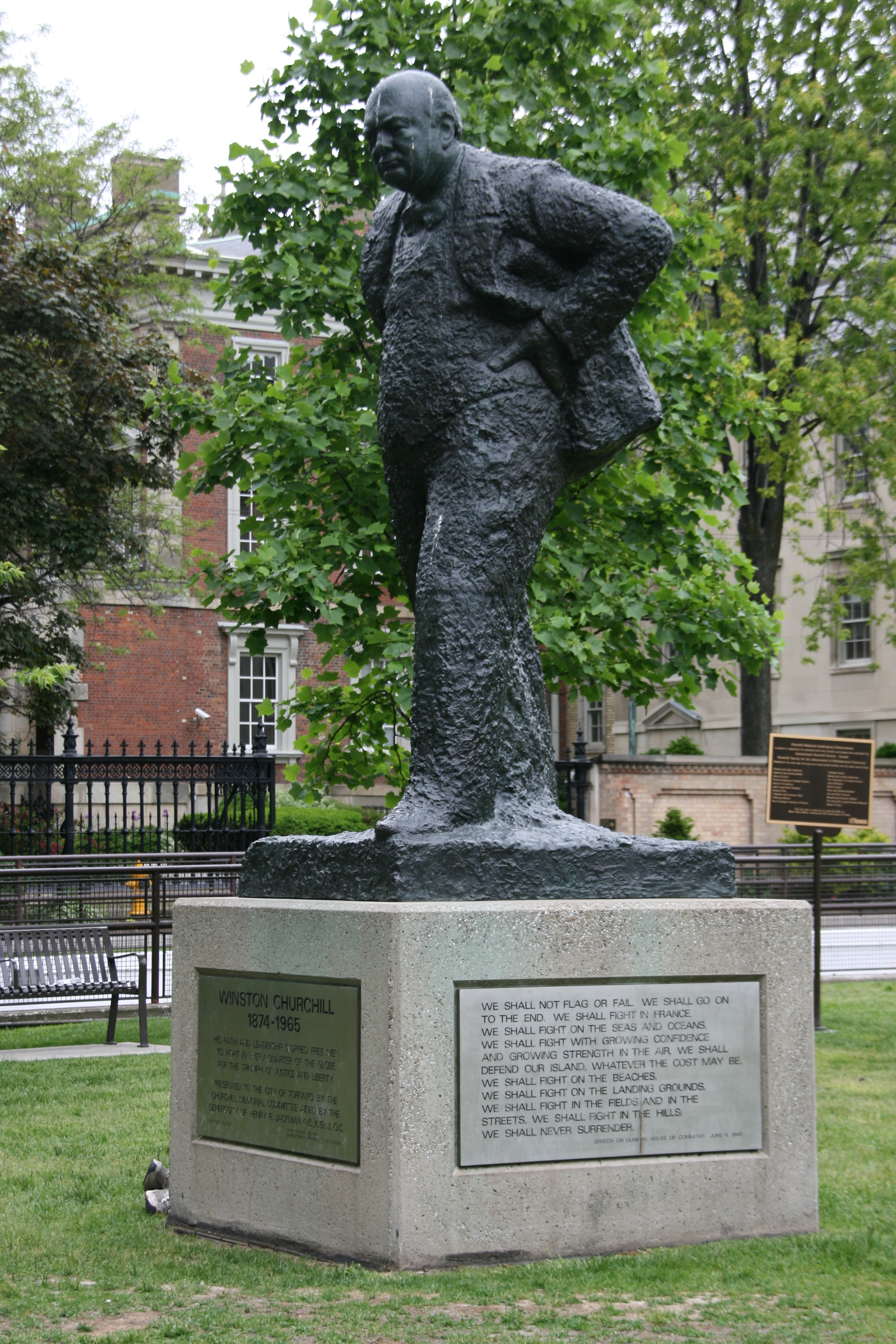
Statue à Toronto
Statue à Washington

## Listes des honneurs

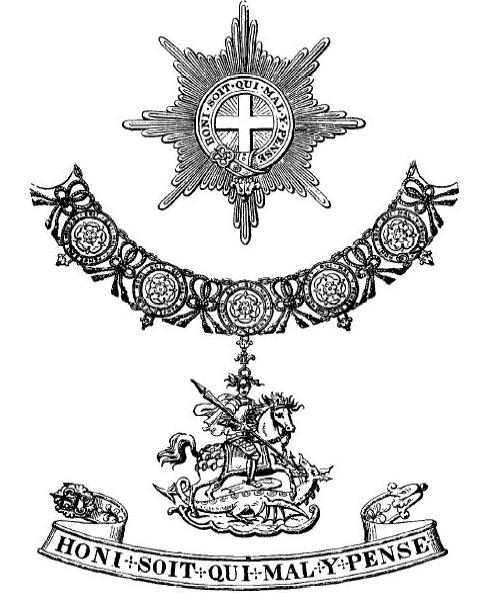
L'insigne d'un chevalier de l'ordre de la Jarretière.
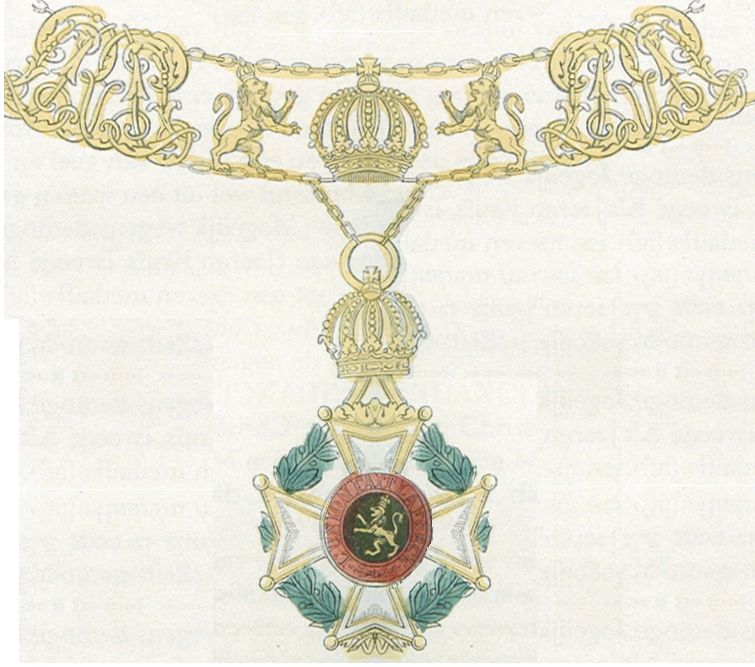
Collier de l'ordre de Léopold.
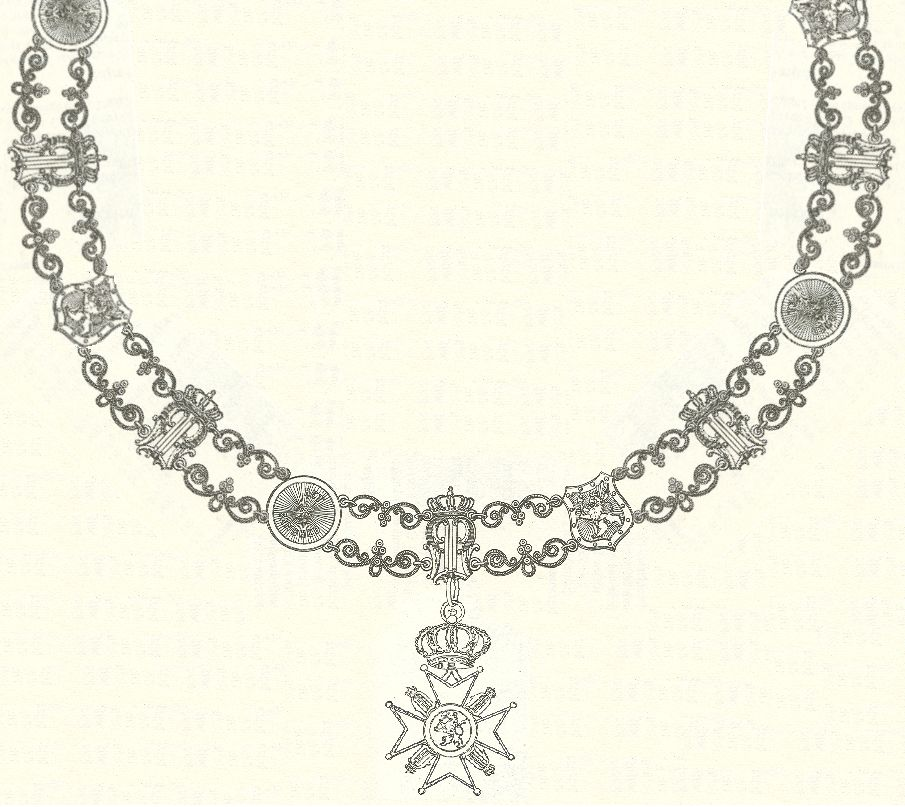
Un modèle du collier de l'ordre de Saint-Olaf.
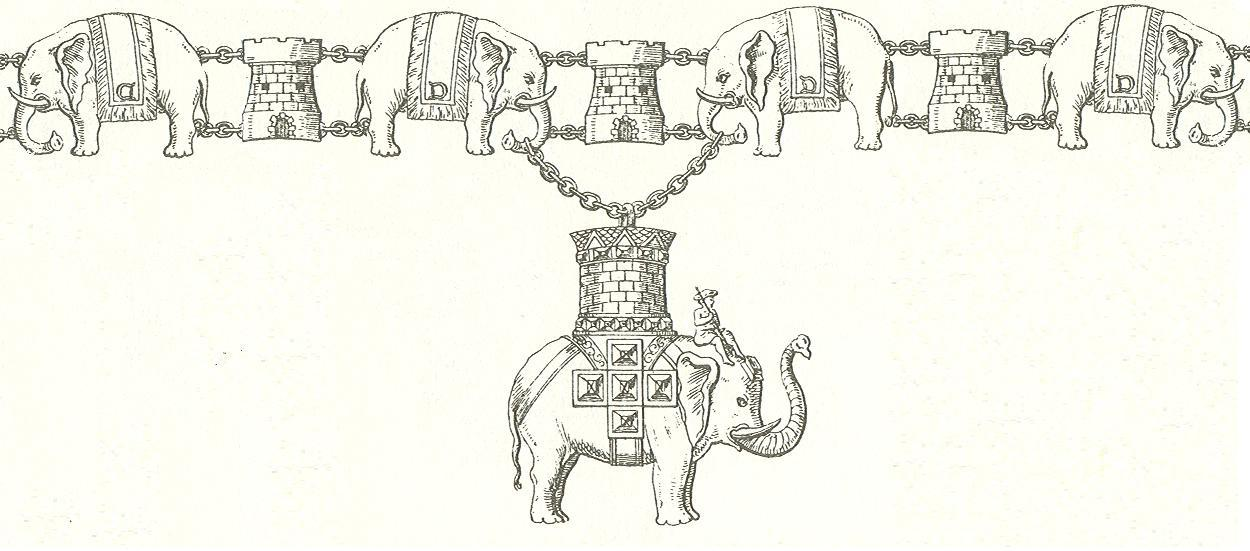
Collier de l'ordre de l'Éléphant.
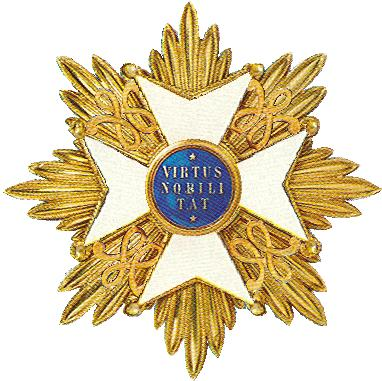
Étoile chevalier grand-croix de l'ordre du Lion néerlandais des Pays-Bas.
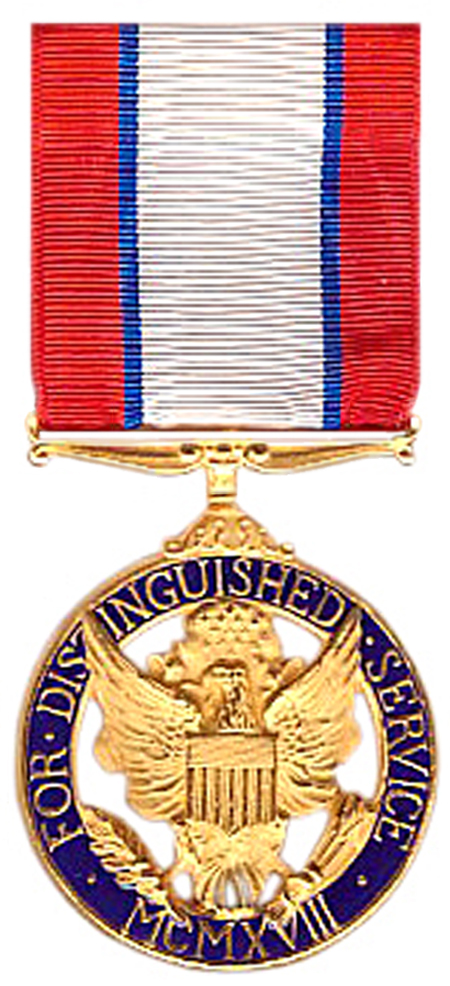
Distinguished Service Medal, États-Unis.

- Ordre de la Jarretière (Knight Companion) le 24/04/1953.
- Ordre du Mérite le 1/01/1946.
- Ordre des compagnons d'honneur le 19/10/1922.
- Territorial Decoration le 31/10/1924.
- Fellow of the Royal Society
- Conseil privé de la Reine pour le Canada (1941)
- Conseil privé du Royaume-Uni le 7/05/1907.
- Chancellor of the Duchy of Lancaster 1914-1915
- Prix international Charlemagne d'Aix-la-Chapelle (1956)
- Prix Nobel de littérature (1953)
- Gouverneur des Cinq-Ports (1941)
- Army Distinguished Service Medal, États-Unis le 10/05/1919.
- Croix de l'ordre du mérite militaire de première classe (chevalier), (Rioja Cruz,) ruban rouge Espagne le 6/12/1895[9].
- Grand-croix de l'ordre de Léopold avec palme, Belgique le 15/11/45.
- Chevalier grand-croix de l'ordre du Lion néerlandais, Pays-Bas en 05/1946.
- Grand-croix, ordre de la Couronne de chêne, Luxembourg le 14/07/46.
- Médaille militaire 1940-45 Luxembourg le 14/07/46.
- Grand-croix de la Légion d'honneur France, 1958
- Grand-croix avec collier de l'ordre de Saint-Olaf, Norvège le 11/05/48.
- Chevalier de l'ordre de l'Éléphant, Danemark le 9/10/50.
- Médaille de la Libération du roi Christian X Danemark le 10/09/46.
- Ordre de la Libération, France le 18/05/1958.
- Médaille militaire, France le 8/5/1947.
- Croix de guerre 1939-1945 avec palme, France le 8/5/1947.
- Ordre de l'Étoile du Népal, première classe le 29/06/61.
- Grand Cordon du haut ordre de Sayyid Mohammed bin Ali al Senussi (Libye) le 14/04/62.

### Éducation
- Recteur de l'université d'Aberdeen (1914–18)
- Recteur de l'université d'Édimbourg (1929–32)
- Chancelier de l'université de Bristol (1930)
- Docteur honoris causa en droit des universités de Rochester et d'Harvard aux États-Unis, et de l'université McGill au Canada
- Docteur honoris causa en philosophie de l'université de Copenhague

## Décorations à titre militaire
- Territorial Decoration le 31/10/1924 pour services militaires au sein de l'armée territoriale (réserve).

## Campagnes de l’époque victorienne
- Ordre du mérite militaire d'Espagne (Rioja Cruz) en 1895.
- Khedive's Sudan Medal agrafe [Khartoum], Égypte, 1899.
- India General Service Medal 1895-1902 agrafe [Punjab Frontier 1897-98] le 10/12/1898.
- The Queen's Sudan medal, 1896–98 le 27/03/1899.
- The Queen's South Africa medal, 1899–1902, agrafes [Diamond Hill], [Johannesbourg], [Relief of Ladysmith], [Orange Free State], [Tugela Heights], [Cape Colony] le 15/07/1901.

## Guerre 1914-18
- 1914-15 Star le 10/10/1919.
- British War Medal 1914-1918 le 13/10/1919.
- Victory Medal le 4/06/1920.

## Guerre 1939-45
- 1939-45 Star le 9/10/1945.
- Africa Star le 9/10/1945.
- Italy Star le 2/08/1945.
- France and Germany Star le 9/10/1945.
- Defence Medal 1939-45 le 9/10/1945.
- War Medal 1939-1945 le 11/12/1946.

## Médailles de couronnement
- King George V Coronation Medal (en) en 1911.
- Médaille du jubilé d'argent de George V en 1935.
- King George VI Coronation Medal (en) en 1937.
- Médaille du couronnement de la reine Élisabeth II en 1953.

## Source
- (en) La London Gazette. Les dates des nominations sont issues du Journal Officiel britannique